# Codex Aureus d'Echternach

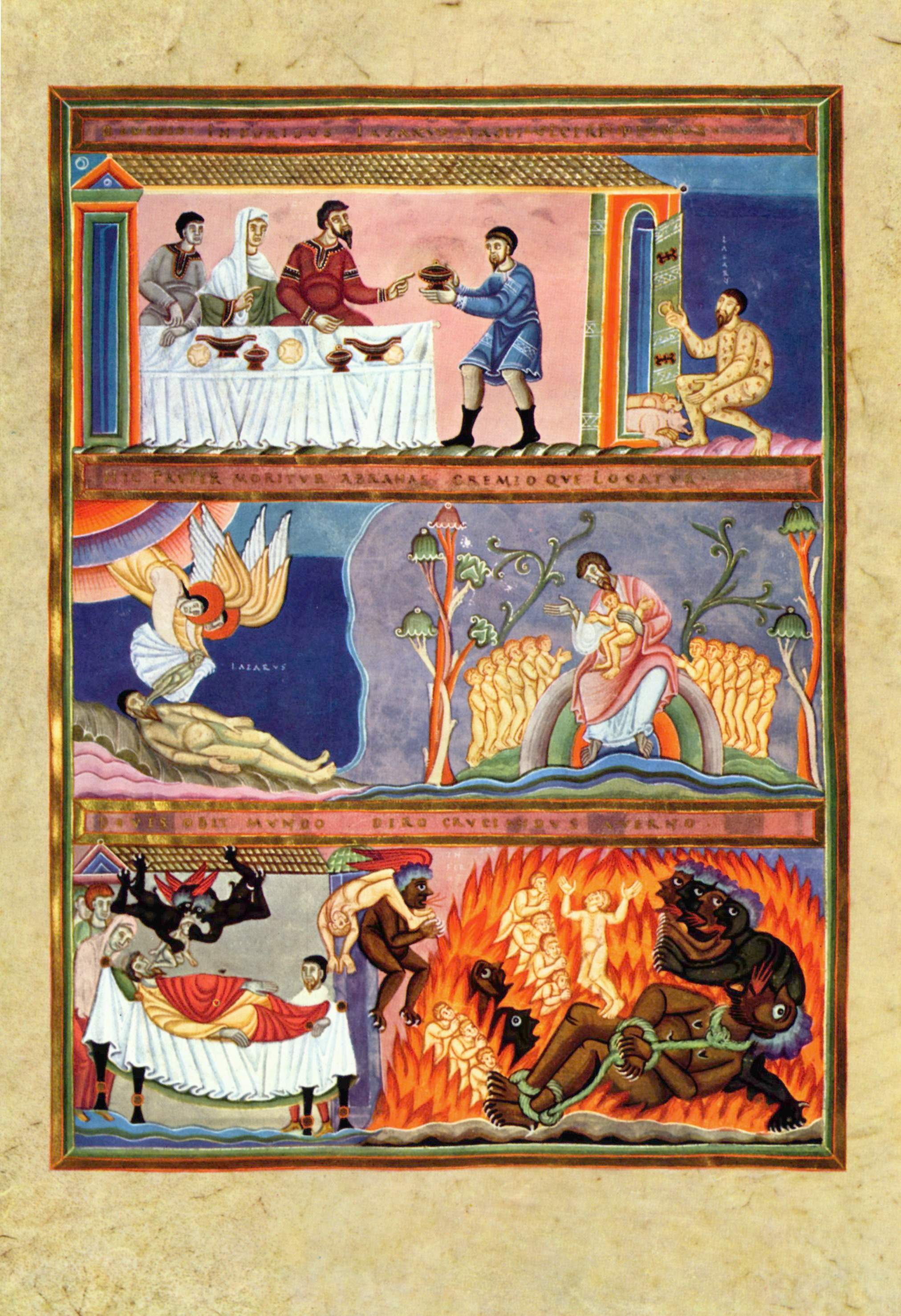
Folio 78 recto del Codex Aureus of Echternach,Parabola di Lazzaro e del ricco epulone

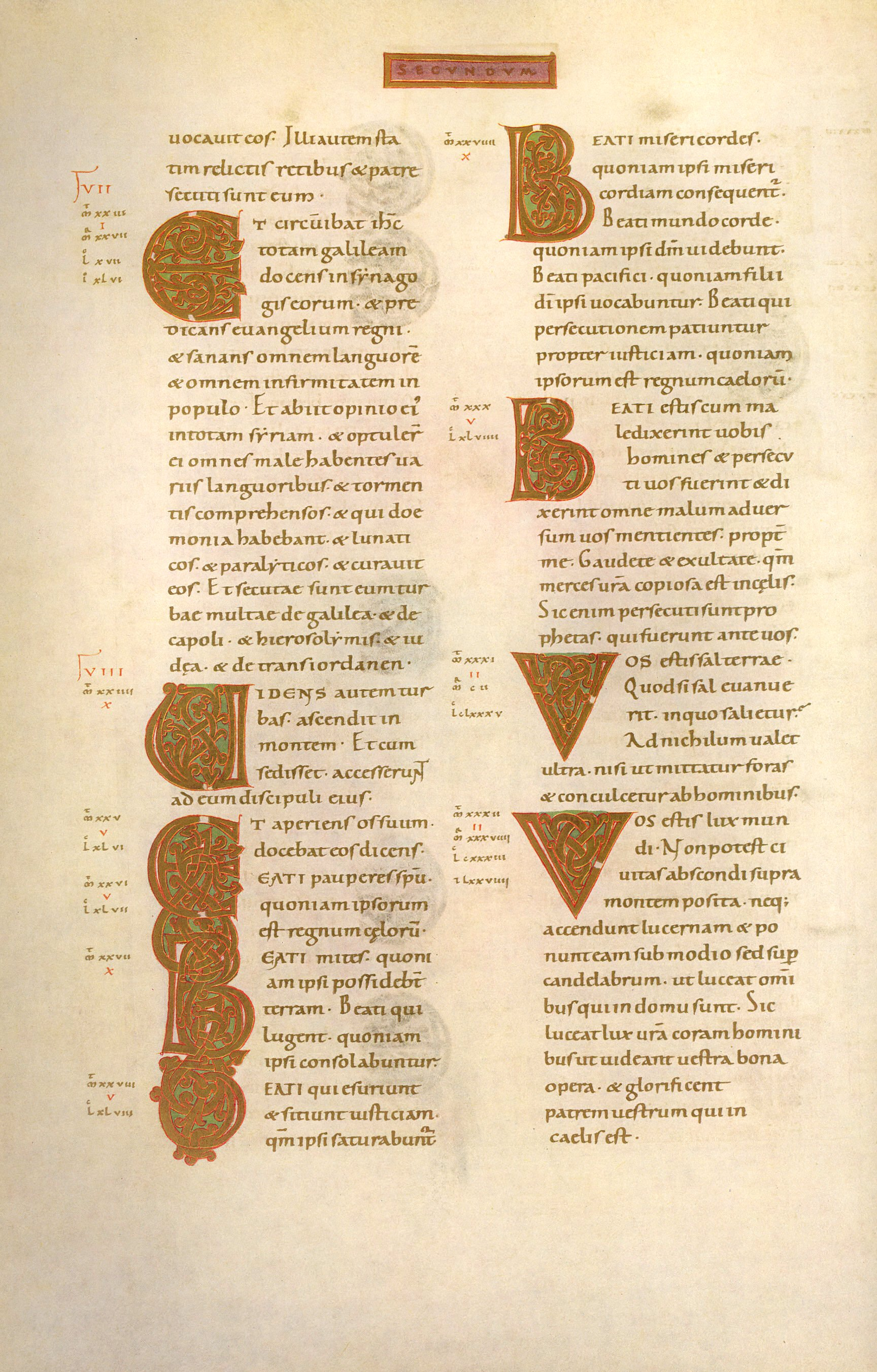
Codex aureus Epternacensis, folio 24, testo del vangelo di Matteo

Il Codex aureus Epternacensis è un evangeliario miniato, realizzato nel periodo dal 1030 al 1050 con una copertina riutilizzata risalente agli anni '980 circa. Si trova ora al Germanisches Nationalmuseum di Norimberga.
Il manoscritto contiene la Vulgata dei quattro vangeli e le prefazioni, tra le quali le tavole del canone eusebiano, ed è un importante esempio di miniatura ottoniana anche se il manoscritto, a differenza della copertina, è databile poco oltre la fine del dominio della dinastia ottoniana. Fu realizzato nell'abbazia di Echternach sotto la direzione dell'abate Umberto.
Il manoscritto è composto da 136 fogli che misurano 446 mm x 310 mm. È uno dei manoscritti ottoniani più riccamente miniati, contiene oltre 60 pagine decorative di cui 16 miniature e 9 iniziali a piena pagina, 5 ritratti di evangelisti, 10 pagine decorate con Tavole di concordanza e 16 iniziali a mezza pagina. Inoltre ci sono 503 iniziali più piccole e pagine decorate con tecniche pittoriche che le conferiscono l'aspetto di tessuti.

## Testo e miniature
Ogni vangelo è preceduto da due pagine di riassunto, due pagine di imitazione di tessuti, quattro pagine di scene narrative disposte in tre registri per ogni pagina, un ritratto dell'evangelista a piena pagina, due pagine con testo decorativo e da un'iniziale a tutta pagina che dà inizio al testo vero e proprio. Come afferma uno storico dell'arte, il progettista del libro "non aveva fretta di portare il suo lettore al testo".
Le scene narrative raccontano la vita di Cristo e molti dei suoi miracoli e precedono il vangelo di Luca con le sue parabole che, all'epoca della realizzazione del manoscritto, erano iconograficamente inusuali. Ogni registro contiene fino a tre scene per un totale di 48 immagini incorniciate con 60 scene. A differenza delle scene corrispondenti dei Vangeli di Sant'Agostino, nel Codice Aureo di Echternach le scene sono disposte in modo da coprire l'intera vita e il ministero di Gesù senza prestare attenzione se una particolare scena sia già stata trattata nel Vangelo precedente.

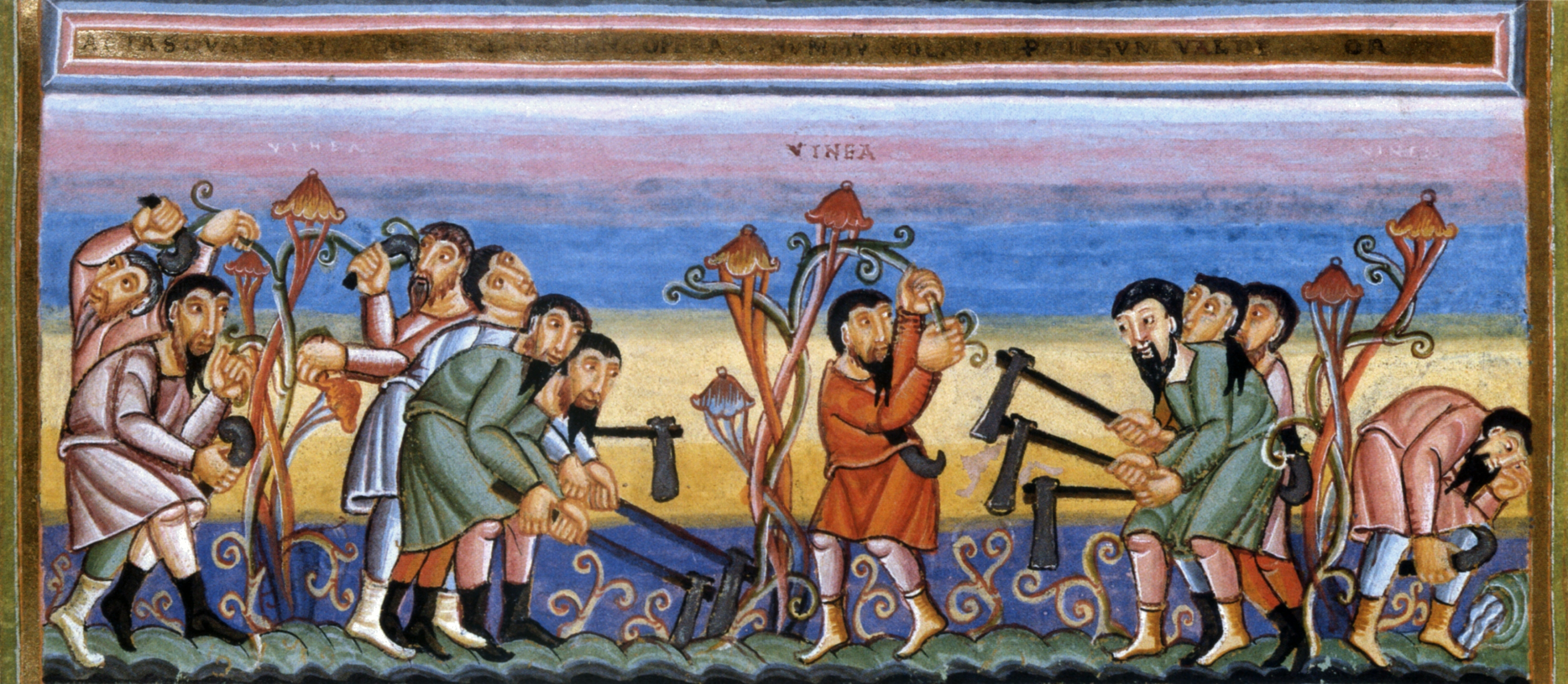
Parabola degli operai della vigna

Le pagine che precedono il vangelo di Matteo iniziano con il racconto dell'Annunciazione fino al "Convito in casa di Levi", mentre quelle che precedono il vangelo di Marco, narrano i brani dalle Nozze di Cana e la Guarigione dei dieci lebbrosi alla Samaritana che ringrazia Gesù. Le scene che precedono il vangelo di Luca mostrano quattro parabole di Gesù illustrate a piena pagina: la Parabola degli operai nella vigna, la Parabola dei vignaioli omicidi, la Parabola del banchetto di nozze e la Parabola di Lazzaro e del ricco epulone. Le pagine che precedono il vangelo di Giovanni coprono il periodo finale della vita di Gesù, dalla Passione  all'Ascensione e alla Pentecoste.
La maggior parte delle miniature è attribuita a due artisti: il cosiddetto "Maestro di bottega" e ad un altro presunto allievo. Un terzo pittore,  ha contribuito ad alcune scene narrative e forse ad altri elementi di non facile attribuzione. Ad esempio, le ultime tre pagine delle scene narrative finali che precedono il vangelo di Giovanni sono attribuite al maestro (quindi dall'Incoronazione di spine in poi), mentre la prima pagina è attribuita all'allievo. È probabile che le composizioni e i disegni fossero tutti opera del maestro per cui i cambiamenti di pittore non sono troppo evidenti. Lo stile del manoscritto è stato criticato per l'eccessivo interesse per l'effetto decorativo: "produceva alcuni motivi vivaci e piacevoli, come nel San Luca, ma poteva cedere alla pignoleria, come nel Cristo in Maestà, dove la forza della composizione è stata vanificata dai capricci ornamentali dell'artista di Echternach. Questo limite era ancora più evidente nei ritratti degli evangelisti dove le fasce ornamentali dei Vangeli della Sainte-Chapelle sono degeneratee in un garbuglio decorativo e, sotto i panneggi, c'è così poco significato e struttura che potrebbero coprire semplici cuscini inanimati".

### Pagine che precedono il testo del vangelo di Matteo

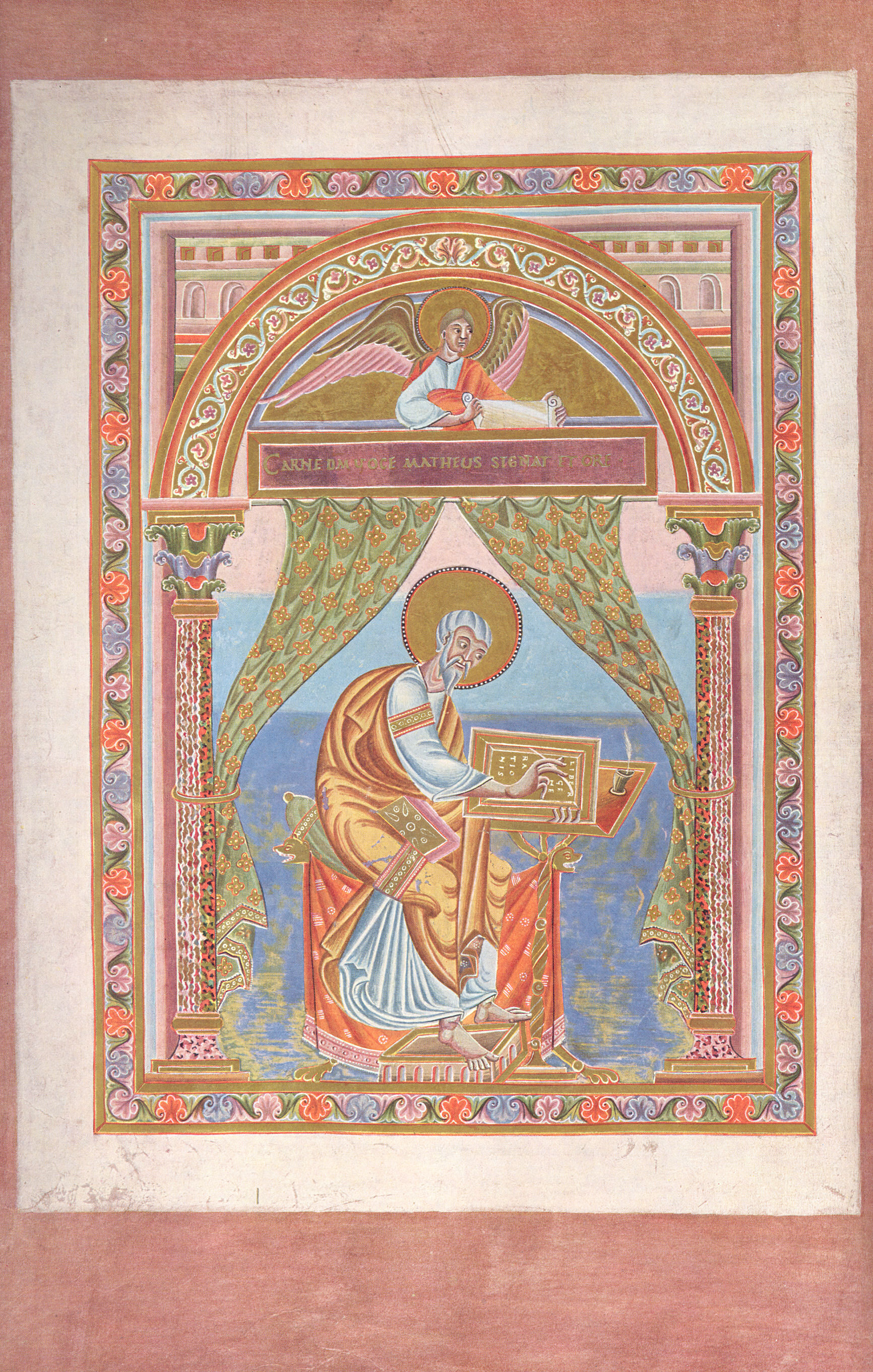
Ritratto dell'evangelista Matteo, folio 20 v.
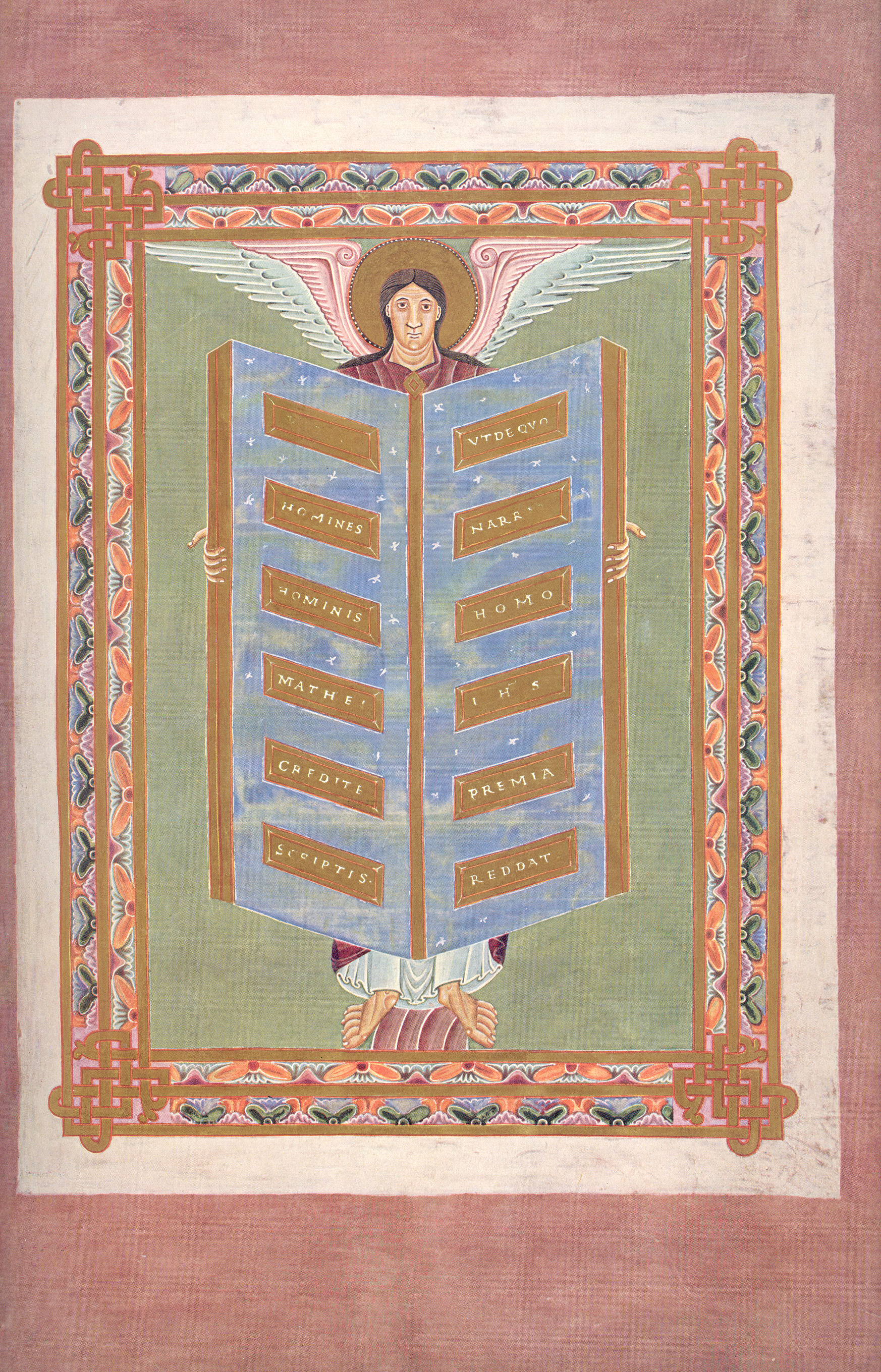
Un angelo tiene una tavola, folio 21 r., che riporta il testo: "Credete alla parola di Matteo, affinché Colui di cui parla, l'uomo Gesù, vi ricompensi.".
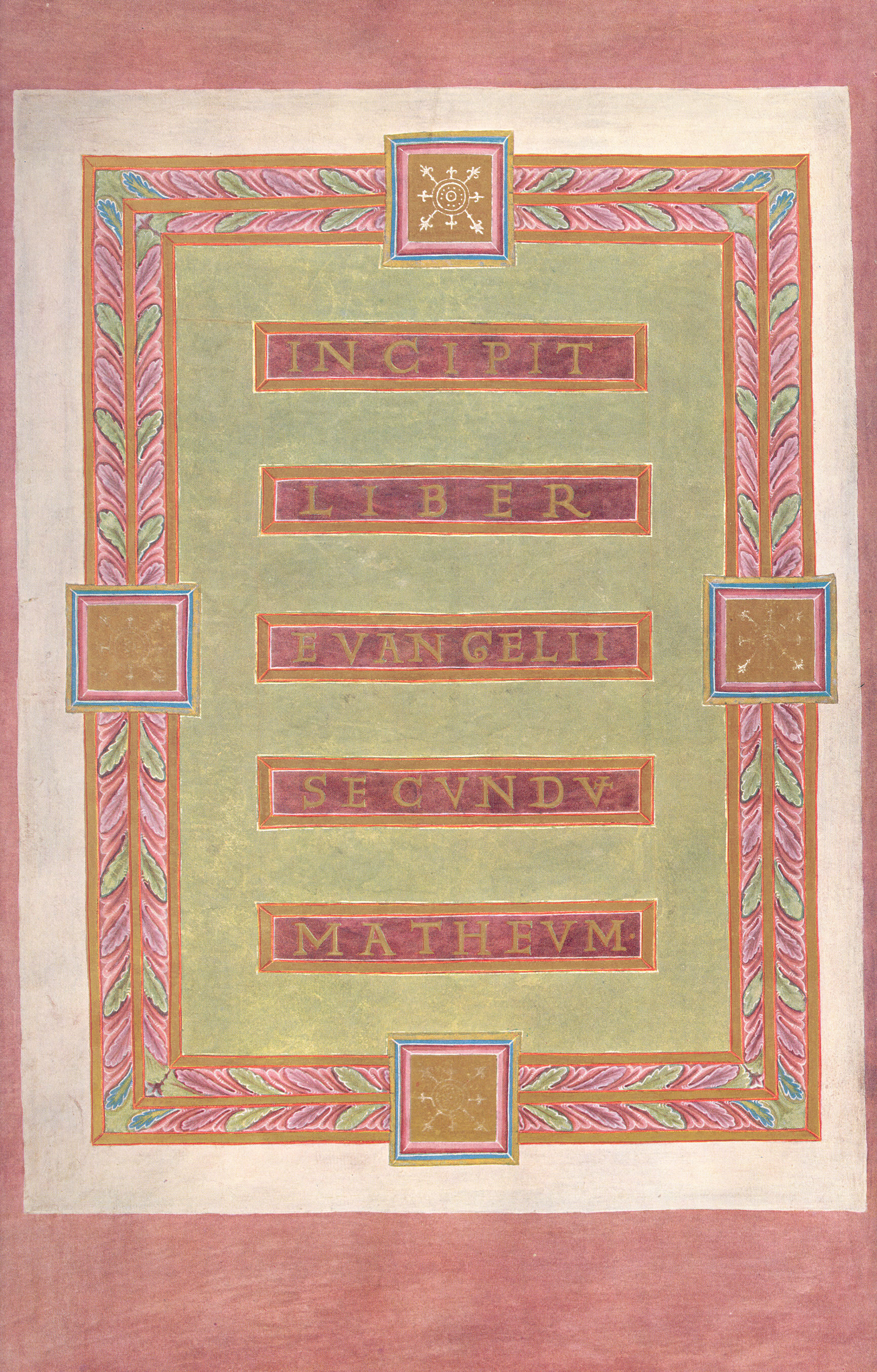
"Incipit", folio 22 v.: "Qui inizia il vangelo di Matteo".
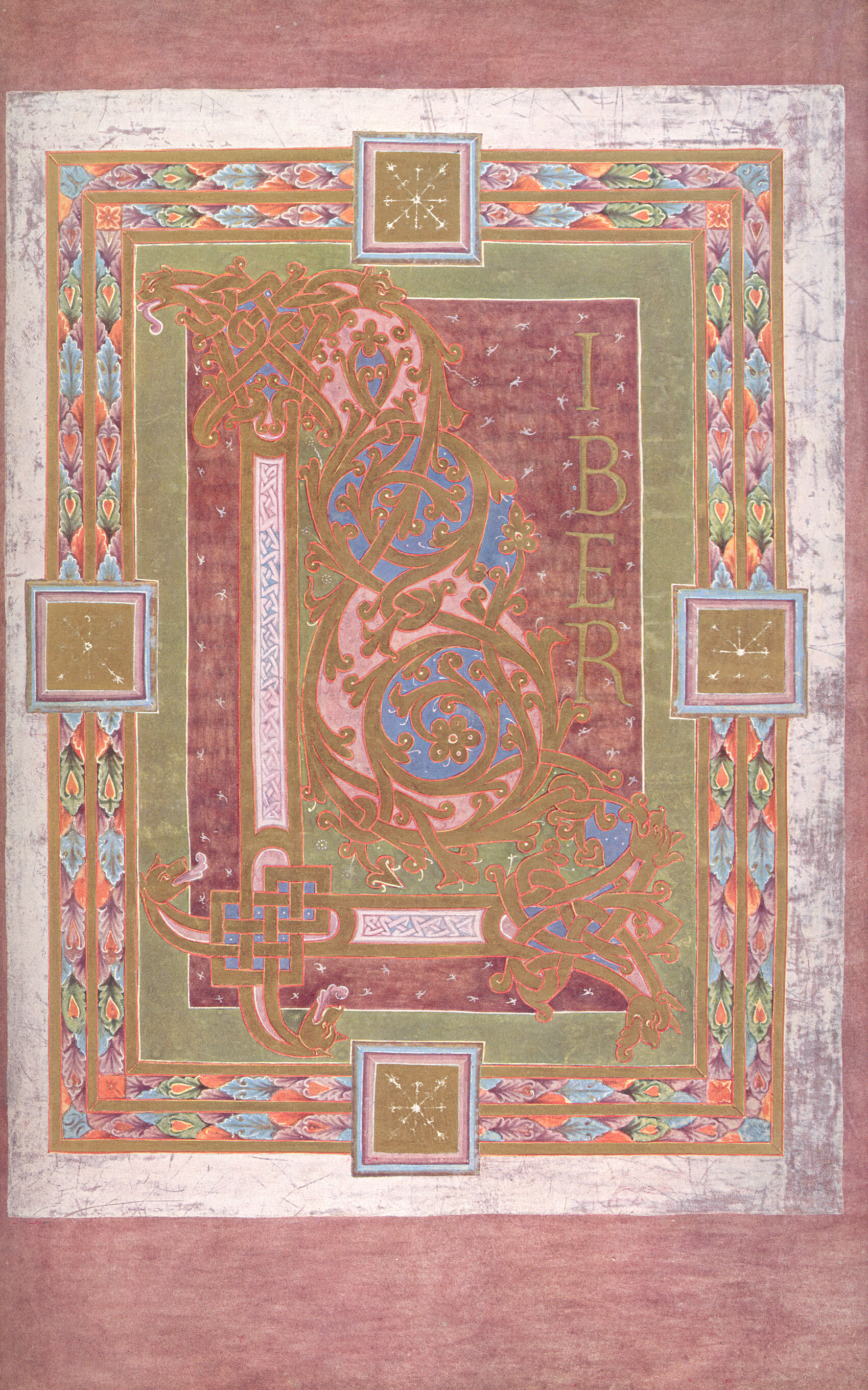
Iniziale della  prima parola del testo della Vulgata: L, folio 22 r.

## Copertina

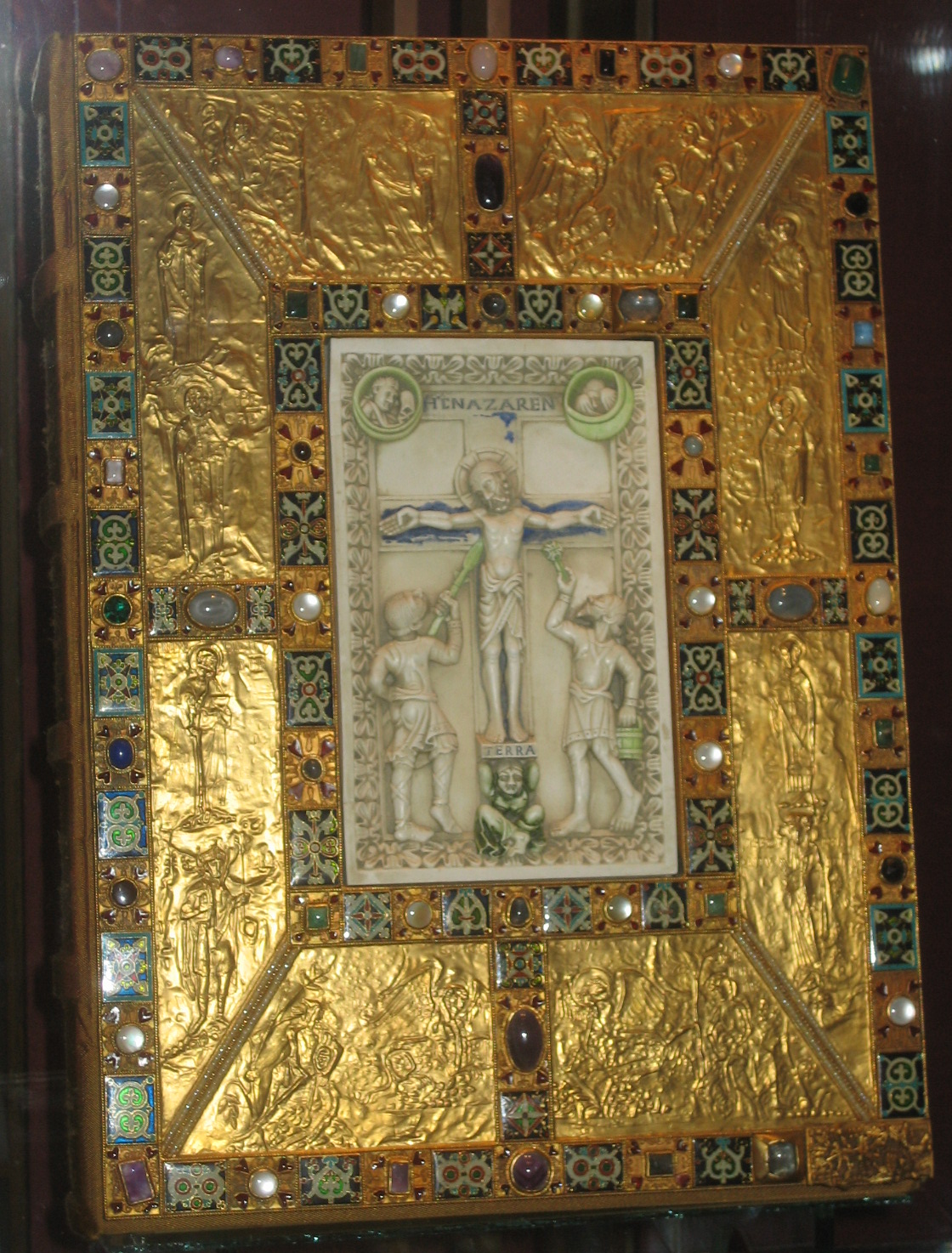
Fronte della copertina

La copertina del manoscritto è stata realizzata circa 50 anni prima del manoscritto; la lavorazione dei metalli è attribuita all'officina di Treviri creata da Egberto, arcivescovo di Treviri. 
Si nota al centro una placca d'avorio raffigurante la Crocifissione di Gesù, stilisticamente diversa dagli altri elementi e la cui origine è stata oggetto di molte discussioni. La placca presenta tracce di vernice blu sulla croce e di vernice verdein altre parti della composizione.
Intorno alla placca d'avorio si trovano dei pannelli, danneggiati, con altorilievi in oro ripassato che hanno uno stile molto diverso da quello della placca. Questi pannelli sono inseriti in una cornice i cui elementi più grandi sono costituiti da unità alternate di filigrana d'oro con gemme incastonate e smalto cloisonné con motivi decorativi vegetali stilizzati. Fasce d'oro più sottili, con piccole perle incastonate, corrono lungo gli assi diagonali, separando ulteriormente le immagini in rilievo  in compartimenti e creando una "X" che potrebbe alludere a "Cristo". 
L'organizzazione iconografica generale della copertina potrebbe essere paragonata a quella di altre dell'epoche, ad esempio quella del Codex Aureus di St. Emmeram, dell'870 circa, che probabilmente fa parte della stessa tradizione derivante dalla Scuola di Reims nell'arte carolingia, come dimostra lo stile delle figure in rilievo.
Come in altre rilegature di opere preziose, le gemme non solo rimandano al concetto di ricchezza ma offrono anche un'anticipazione della natura preziosa della Gerusalemme celeste; si riteneva che particolari tipi di gemme avessero potenti proprietà per vari settori scientifici, medici e magici come illustrato nei popolari libri di lapidaria. Molte delle gemme e delle perle originali sono andate perdute ma esistono sostituzioni in pasta o in madreperla.
Negli scomparti in alto e in basso i rilievi mostrano i quattro evangelisti con i loro simboli e fogliame nello sfondo, mentre i quattro scomparti sui lati presentano due figure ciascuno. Le figure più basse su ciascun lato sono, a sinistra, il giovane imperatore Ottone III con a destra la sua reggente e madre Teofano morta nel 991. Negli scomparti laterali in alto a sinistra si trova la Vergine Maria di fronte a San Pietro, erano i patroni dell'Abbazia di Echternach. Le altre quattro figure sono santi: Willibrord, fondatore di Echternach; i santi Bonifacio e Ludgero, anch'essi primi missionari in Germania, e Benedetto, fondatore dell'ordine del monastero. Le figure sono realizzate in uno stile elegante e allungato che contrasta fortemente con le figure vigorose e leggermente tozze dell'avorio.
Nonostante tutte le figure presenti sulla copertina abbiano un legame con Echternach, alcuni autori suggeriscono che il manoscritto originale non sia stato realizzato per quel monastero. Secondo questa ipotesi, l'arcivescovo Egberto lo avrebbe presentato a Ottone III e Teofano forse come offerta di pace dopo che Egberto, nel 983-984 aveva inizialmente sostenuto Enrico il Litigioso come successore di Ottone II anziché il suo giovane figlio Ottone III. In un secondo momento la famiglia imperiale avrebbe passato il manoscritto a Echternach. Gunther Wolf ha tuttavia avanzato un'ipotesi molto plausibile ossia che la copertina sia stata commissionata proprio a Echternach dall'imperatrice Teofano in segno di gratitudine per la guarigione dalla malattia che l'aveva colpita alla fine dell'estate del 988 sul lago di Costanza. 

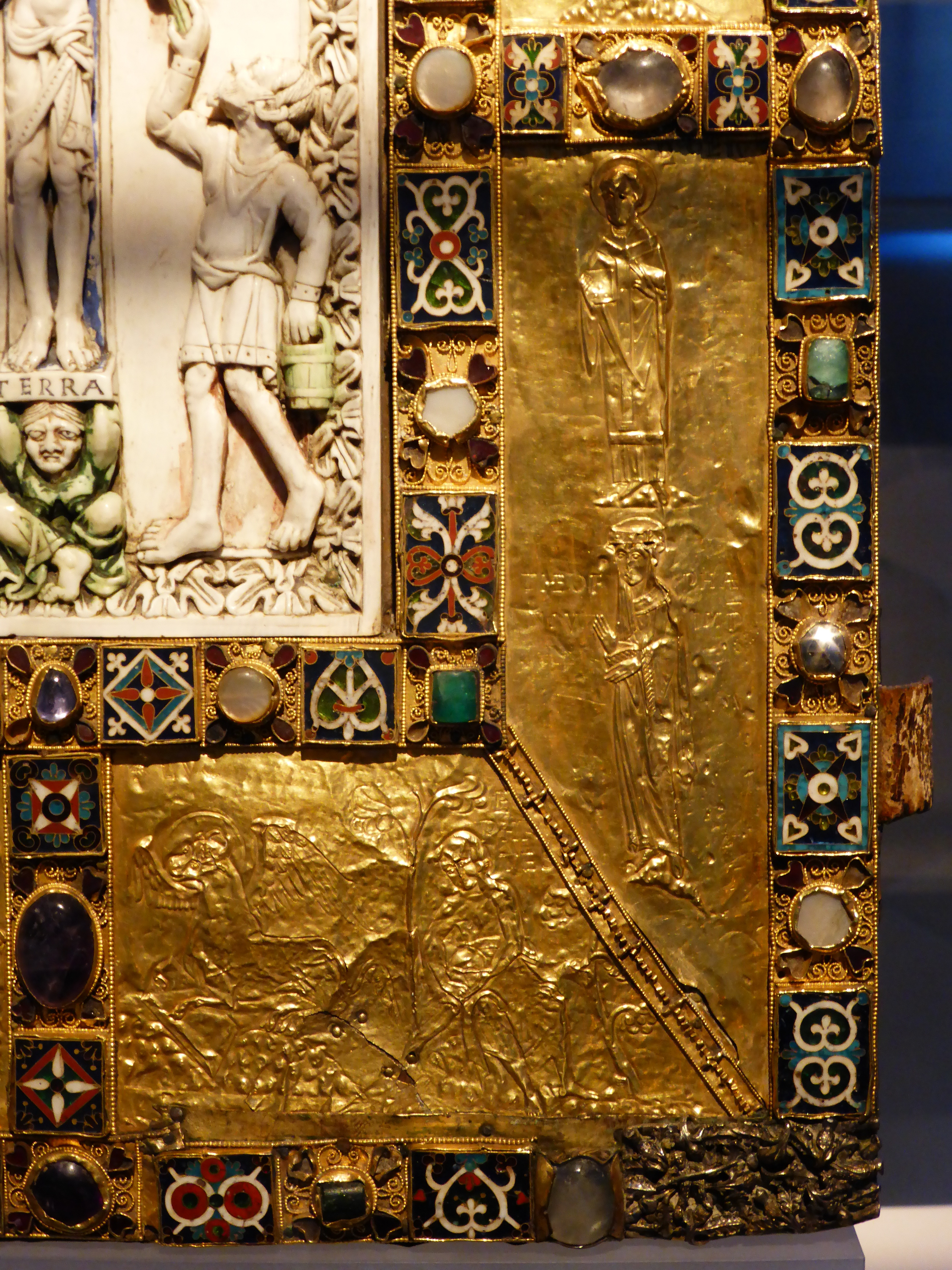
Dettaglio della copertina

## Storia
Si pensa che questo sia il manoscritto mostrato a Enrico III, imperatore del Sacro Romano Impero, quando visitò Echternach con sua madre Gisela di Svevia ed egli ne fu impressionato a tal punto da commissionare all'abbazia opere simili, in particolare l'Evangeliario d'oro di Enrico III, che presentò nel 1046 alla cattedrale di Spira, luogo di sepoltura della sua dinastia.
Il manoscritto rimase nell'abbazia di Echternach, situata nell'attuale Lussemburgo, fino alla Rivoluzione francese. Durante la Prima coalizione, il Lussemburgo fu conquistato e annesso alla Francia e nel 1795 fu annesso al Dipartimento delle Foreste . Il monastero fu confiscato e venduto; la maggior parte dei monaci fuggirono portando con loro il manoscritto e altri tesori. Il manoscritto faceva parte di un gruppo di tre manoscritti e cinque incunaboli venduti a Ernesto II, duca di Sassonia-Gotha-Altenburg, nel 1801.
Il manoscritto fece parte della collezione del Casato di Sassonia-Coburgo-Gotha fino alla Prima guerra mondiale quando fu ceduto ad una fondazione che ne mantenne il possesso fino a dopo la Seconda guerra mondiale quando fu decisa la vendita; tuttavia, l'allora duca desiderava che fosse conservato in Germania e il governo federale tedesco con i Länder, con la Baviera in testa, contribuirono a finanziare il progetto per fare in modo che il nuovo luogo di conservazione del manoscritto fosse il Germanisches Nationalmuseum di Norimberga dove tuttora si trova.